# تری‌گلیسرید با زنجیره متوسط
تری‌گلیسرید با زنجیره متوسط (انگلیسی: Medium-chain triglyceride) که به اختصار «MCTs» نوشته می‌شود، تری‌گلیسریدهایی هستند که اسید چرب آنان، در انتهای زنجیرهٔ آلیفاتیک خود، ۶ تا ۱۲ اتم کربن دارند.
به اسیدهای چربی که در ساختمان «تری‌گلیسریدهای با زنجیره متوسط» وجود دارند، «اسیدهای چرب با زنجیره متوسط» می‌گویند.
همانند تمامی تری‌گلیسرید، «تری‌گلیسریدهای با زنجیره متوسط» از یک بنیان گلیسرولی و ۳ اسید چرب ساخته شده‌اند که دو یا سه عدد از این اسیدهای چرب، طول متوسط دارند.
منابع غنی «تری‌گلیسریدهای با زنجیره متوسط»، روغن هسته پالم و روغن نارگیل است که با فرایند شکنش قابل استخراج است.

## فهرست اسیدهای چرب با زنجیره متوسط
| تعداد لیپید | نام           | نام             | نام نمک/استر | نام نمک/استر | فرمول شیمیایی | فرمول شیمیایی  | جرم (g/mol) | شکل ظاهری    | تصویر |
| تعداد لیپید | رایج          | سیستماتیک       | رایج         | سیستماتیک    | ملکولی        | ساختمانی       | جرم (g/mol) | شکل ظاهری    | تصویر |
| ----------- | ------------- | --------------- | ------------ | ------------ | ------------- | -------------- | ----------- | ------------ | ----- |
| C6:0        | کاپروئیک اسید | هگزانوئیک اسید  | کاپروئات     | هگزانوات     | C6H12O2       | CH3(CH2)4COOH  | ۱۱۶٫۱۶      | مایع روغنی   |       |
| C8:0        | کاپریلیک اسید | اُکتانوئیک اسید  | کاپریلات     | اُکتانوئات    | C8H16O2       | CH3(CH2)6COOH  | ۱۴۴٫۲۱      | مایع روغنی   |       |
| C10:0       | دکانوئیک اسید | دکانوئیک اسید   | کاپرات       | دکانوئات     | C10H20O2      | CH3(CH2)8COOH  | ۱۷۲٫۲۶      | کریستال سفید |       |
| C12:0       | لوریک اسید    | دودکانوئیک اسید | لورات        | دودکانوئات   | C12H24O2      | CH3(CH2)10COOH | ۲۰۰٫۳۲      | پودر سفید    |       |